# Limnodriloides adversus
Limnodriloides adversus är en ringmaskart som beskrevs av Erséus 1990. Limnodriloides adversus ingår i släktet Limnodriloides och familjen glattmaskar. Inga underarter finns listade i Catalogue of Life.